# Arthur Westrup
Arthur Westrup (* 20. Februar 1913 in Düsseldorf; † 20. September 2009 in Neckarsulm) war ein deutscher Journalist, Werbefachmann und Publizist. Bekannt wurde er vor allem durch die Slogans, mit denen er die Fahrzeuge von NSU einem breiten Publikum bekannt machte.

## Leben
Nach dem Abitur studierte Westrup Philosophie und Theaterwissenschaften. Er arbeitete zunächst als Sportredakteur und wurde 1934 von NSU-Direktor Fritz von Falkenhayn als Pressesprecher für NSU eingestellt. 1973 wechselte Westrup zu Volkswagen.
Im Jahr 1950 gehörte Westrup zu den Mitbegründern der Zeitschrift gute fahrt. Er begründete zudem den Pressedienst Autopress.
Arthur Westrup ist der Vater von Klaus Westrup. dem langjährigen Mitarbeiter und Chefredakteur der Zeitschrift auto motor und sport.

## Slogans von Westrup
- Wann startest Du auf NSU?
- Wer kritisch prüft und rechnen kann, der schafft sich eine Quickly an!
- Nicht mehr laufen, Quickly kaufen
- Der Berg ist steil, die Sonne sticht – der Quickly-Fahrer merkt es nicht.
- Fixe Fahrer fahren Fox!
- Kluge Köpfe kaufen Konsul
- Mit Motorrad meint man Max
- Wohl dem, der einen Prinz besitzt!

Zugeschrieben wird Westrup auch das folgende kurze Gedicht anlässlich des Besuchs des sowjetischen Ministerpräsidenten Bulganin in der Bundesrepublik: Als Bulganin die Quickly sah, stand er tief beeindruckt da. Dann gab er zu, ganz unumwunden: Die ist nicht von uns erfunden! (gedacht als Anspielung auf die damaligen Versuche der Sowjets, alle wichtigen Erfindungen russischen Erfindern zuzuschreiben).

## Veröffentlichungen (Auswahl)
- Kleine Maschinen von allen Seiten: Handbuch für Kleinkrafträder, Berlin 1948.
- Besser fahren mit dem Volkswagen, Bielefeld 1949.
- Besser fahren mit dem Borgward: Hansa 1500, Hansa 1800, Bielefeld 1953.
- Das wäre gelacht! Die Frau am Steuer, Bielefeld 1958.
- Autofahrer sind bessere Menschen: Das ist kein Witz, Bielefeld 1964.
- Wer lacht denn da? Neues von der Frau am Steuer, Bielefeld 1968.
- Werte Firma: Ein wichtiger Ratgeber für alle Menschen, männlich wie weiblich, die einer geregelten Arbeit nachgehen, Stuttgart 1970.
- (zus. mit Jean-Marie Giraud) Die Plicht ruft: Ein Leitfaden zur Vertiefung der Harmonie auf dem Wasser, Bielefeld 1979.
- Fahre Prinz und Du bist König: Geschichten aus der NSU-Geschichte, Bielefeld 1995.